# Walter Hermann Bucher
Walter Hermann Bucher (Akron, 12 de març de 1888 - Houston, 17 de febrer de 1965) va ser un geòleg i paleontòleg alemany-estatunidenc.
Va néixer a Akron (Ohio) de pares suïssos-alemanys. La família va tornar a Alemanya, on va ser criat.
El 1911 va ser guardonat amb un Ph.D. per la Universitat de Heidelberg amb un enfocament en geologia i paleontologia. El mateix any, va tornar als Estats Units i es va incorporar a la Universitat de Cincinnati com a professor. El 1924 va ser professor de geologia a la institució.
Els seus primers treballs van ser sobre paleontologia i va fer estudis d'estromatòlits, oòlits i ripple marks. Posteriorment, es va centrar en el problema del diastrofisme de l'escorça terrestre i va proposar en primer lloc (immediata i independent amb Mikhail Tetyaev) la hipòtesi de la pulsació del desenvolupament de la Terra.
El 1935 es va convertir en president de l'Acadèmia de Ciències d'Ohio. El 1940 es va incorporar a la Universitat de Colúmbia, especialitzant-se en geologia estructural. Es pensa que en aquest moment va treballar com a consultor del Projecte Manhattan, plantejant la hipòtesi de com la detonació de la bomba atòmica podria afectar l'escorça terrestre. El mateix any es va incorporar al Consell Superior d'Investigacions, com a consultor de la Divisió de Geologia i Geografia. El 1946 va ser elegit president de l'Acadèmia de Ciències de Nova York i, des de 1950 fins a 1953, va ser president de la Unió Geofísica Americana (AGU). També va ser president de la Societat Geològica d'Amèrica (GSA) (1955) i va rebre la seva Medalla Penrose el 1960.
A partir de 1920, Bucher es va destacar pels seus estudis en estructures criptovolcàniques, deformacions significatives de l'escorça de la Terra i geologia estructural.
Va morir a Houston (Texas) el 17 de febrer de 1965, a l'edat de 76 anys.

## Premis

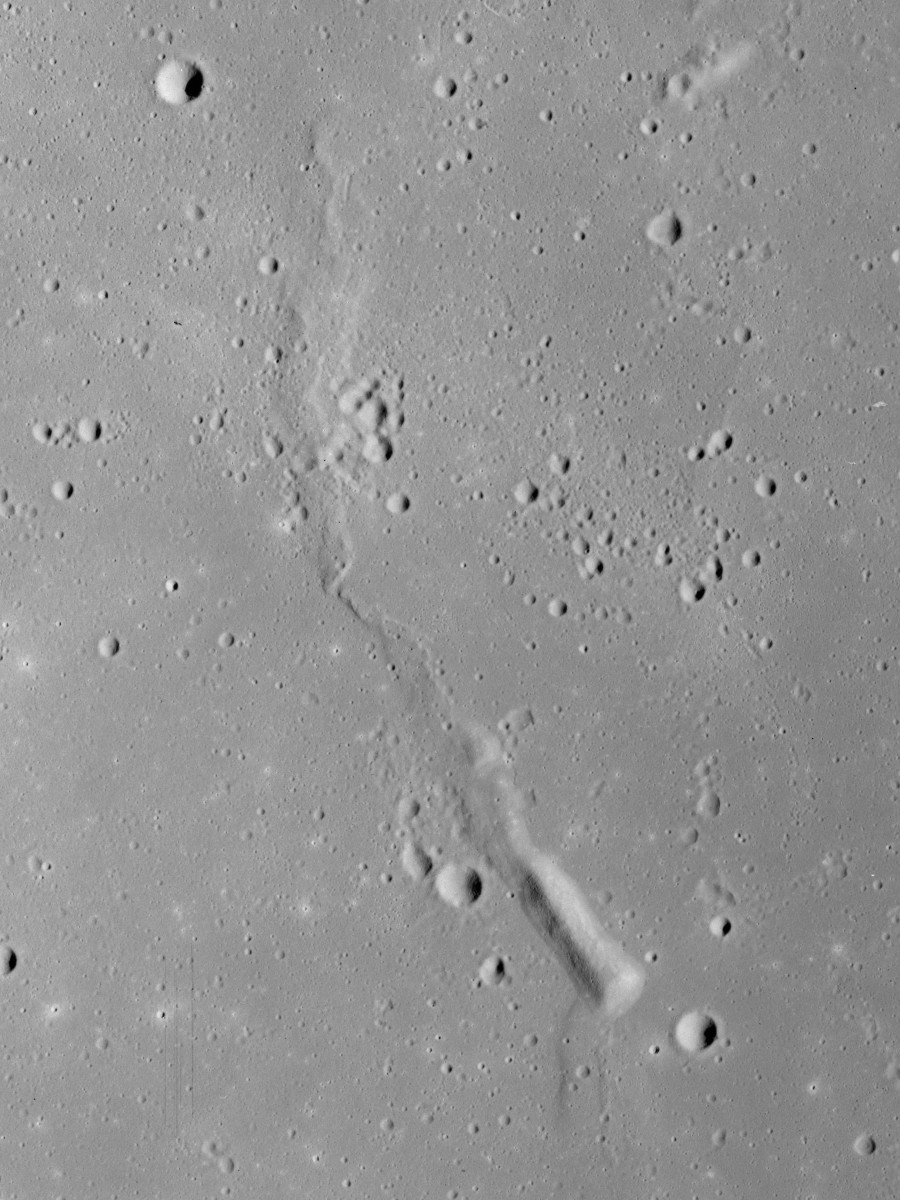
Dorsum Bucher, 31°N 39°W

- Medalla Bownocker del Departament de Ciències Geològiques de la Universitat Estatal d'Ohio, 1938
- Medalla William Bowie de la Unió Geofísica Americana, 1955
- Placa Leopold von Buch de la Deutsche Geologische Gesellschaft, 1955
- Medalla Penrose de la Societat Geològica d'Amèrica, 1960

## Honors
- La Medalla Walter H. Bucher de la Unió Geofísica Americana va ser nomenada així en honor seu.
- El Dorsum Bucher de la Lluna va ser nomenada en honor seu.